# ECUARUNARI
ECUARUNARI (quítxua: Ecuador Runakunapak Rikcharimuy, "oviment dels Indígenes de l'Equador"), també dit Confederació de Pobles de la Nacionalitat Kichwa de l'Equador (Ecuador Kichwa Llaktakunapak Jatun Tantanakuy) és l'organització central de les ètnies indígenas kichwaparlants de la serra equatoriana, fundada en 1972.
ECUARUNARI és membre de la Confederación de Nacionalidades Indígenas del Ecuador (CONAIE) des de la seva fundació en 1986 i copa al voltant del 45% dels seus delegats.
La ECUARUNARI està vinculada amb el partit Pachakutik, sorgit en 1995, de tendència socialista.
ECUARUNARI és també afiliat a la Coordinadora Andina de Organizaciones Indígenas  (CAOI), una xarxa d'organitzacions indígenes de Bolívia, Equador, Xile, Colòmbia i el Perú.
El seu president actual és Carlos Sucuzhañay.

## Ètnies representades
- Natabuela
- Otavalos
- Karanki (Caranqui)
- Kayampi (Cayambi)
- Kitu Kara (Quitu)
- Panzaleo
- Salasaca
- Chibuleo
- Puruhá
- Guranga
- Kañari
- Saraguros

## Organitzacions representades
- Imbabura: FICI - Federación de los pueblos quechuas, de la Sierra Norte del Ecuador - CHIJALLTA FICI (Karanki, Natabuela, Otavalos, Cayambi), president: Manuel de la Torre
- Pichincha: FPP - Pichincha Rikcharimuy (Cayambi, Kitu Kara), president: Ramón Lanchimba
- Cotopaxi: MICC - Movimiento Indígena y Campesino de Cotopaxi (Panzaleo), president: Leonidas Iza
- Tungurahua: MIT - Movimiento Indígena de Tungurahua (Salasaca, Chibuleo, Tomabela, Kisapincha), president: Polibio Punina
- Chimborazo: MICH - Movimiento Indígena de Chimborazo (Puruhá), president: Delfín Tenesaca
- Bolívar: Fecab Brunari (Waranka), president: Vicente Ninabanda
- Província de Cañar: UPCCC - Unión Províncial de Cooperativas y Comunidades de Cañar / Kañari Runakunapak Tantanakuy (Kañari), president: Antonio Caizán
- Azuay: UCIA (Kañari), president: Carlos Carchi
- Azuay: UNASAY (Kañari), president: Manuel Montero
- Loja: CORPUKIS - Corporación de pueblos kichwas de Saraguro / SAKIRTA – Saraguro Kichwa Runakunapak Jatun Tantanakuy (Saraguro), president: Carlos Sarango
- Zamora Chinchipe: ZAMASKIJAT (Saraguro), president: Miguel Sarango
- Esmeraldas: UOCE (Campesino y Afroecuatorianos), president: Mariana Solórzano
- Carchi: CCM (Pasto), president: Milton Carapaz